# The Thrash of Naked Limbs
The Thrash of Naked Limbs – minialbum brytyjskiego zespołu My Dying Bride wydany w 1993 roku przez wytwórnię płytową Peaceville. Zawartość tej płyty została wznowiona na kompilacjach The Stories (1994) oraz Trinity (1995). Tekst utworu „Le Cerf Malade” to fragment bajki pod tym samym tytułem XVII-wiecznego francuskiego poety Jeana de la Fontaine’a. Do utworu tytułowego nakręcono teledysk.

## Lista utworów
| Nr | Tytuł utworu                | Długość |
| -- | --------------------------- | ------- |
| 1. | „The Thrash of Naked Limbs” | 6:13    |
| 2. | „Le Cerf Malade”            | 6:31    |
| 3. | „Gather Me Up Forever”      | 5:17    |
|    |                             | 18:01   |

## Twórcy
- Aaron Stainthorpe – śpiew, oprawa graficzna albumu, zdjęcia
- Andrew Craighan – gitara
- Calvin Robertshaw – gitara, zdjęcia
- Adrian Jackson – gitara basowa
- Rick Miah – perkusja
- Martin Powell – skrzypce
- Robert „Mags” Magoolagan – inżynieria dźwięku
- Noel Summerville – mastering (masteringu dokonano w studiu Transfermation w Londynie)